# Yellowhead County
Das Yellowhead County ist einer der 63 Verwaltungsbezirke, ein „municipal districts“, in Alberta, Kanada. Der Verwaltungsbezirk gehört zur Census Division 14 und ist Teil der Region Zentral-Alberta. Der Bezirk als solches wurde zum 1. Januar 1994 eingerichtet (incorporated als „Municipal District of Yellowhead No. 94“) und änderte im Jahr 1998 seinen Namen auf den aktuellen. Er hat seinen Verwaltungssitz in der Kleinstadt Edson.
Der Verwaltungsbezirk ist für die kommunale Selbstverwaltung in den ländlichen Gebieten sowie den nicht rechtsfähigen Gemeinden, wie Dörfern und Weilern und Ähnlichem, zuständig. Für die Verwaltung der Kleinstädte in seinen Gebietsgrenzen ist er nicht zuständig.
Am 8. Februar 1986 kam es im Yellowhead County, östlich von Hinton, zum Eisenbahnunfall von Dalehurst. Bei dem Frontalzusammenstoß eines westwärts fahrenden Güterzugs der Canadian National Railway mit einem ostwärts fahrenden Personenzug von VIA Rail starben 23 Menschen.

## Lage
Der „Municipal District“ liegt im nordwestlichen Zentrum der kanadischen Provinz Alberta, etwa 200 Kilometer westlich vom Edmonton. Das Yellowhead County liegt am Übergang von der Prärie des Palliser-Dreiecks im Osten zu den Bergen der kanadischen Rocky Mountains im Westen. Der Bezirk wird vom Athabasca River, welcher den Bezirk im Norden auch für eine kurze Strecke begrenzt und seinen Nebenflüssen wie dem McLeod River durchflossen. Über eine weite Strecke markiert im Norden jedoch der Berland River die Bezirksgrenze. Im Nordosten wird die Bezirksgrenze dann über eine weite Strecke durch den Pembina River gekennzeichnet, der den Bezirk auch im Süden durchfließt. Vorherrschend im Süden sind jedoch der Brazeau River mit dem Brazeau Reservoir und seinen Nebenflüssen. Im Westen grenzt der Bezirk an den Willmore Wilderness Park und den Jasper-Nationalpark. Im Bezirk befinden sich mit dem Rock Lake Provincial Park, dem William A. Switzer Provincial Park, dem Obed Lake Provincial Park und dem Sundance Provincial Park auch mehrere der Provincial Parks in Alberta.
Die Hauptverkehrsachsen des Bezirks sind die in Nord-Süd-Richtung verlaufende Alberta Highway 32, Alberta Highway 40 und Alberta Highway 47, sowie der in Ost-West-Richtung verlaufende Alberta Highway 16, der Yellowhead Highway als nördliche Route des Trans-Canada Highways. Außerdem verlaufen mehrere Eisenbahnstrecke, unter anderem die transkontinentale Strecke der Canadian National Railway zum Yellowhead Pass, durch den Bezirk.
Im Südwesten finden sich zwei Reservate (Alexis Elk River Indian Reserve No. 233 und Alexis Cardinal River Indian Reserve No. 234), welche beide durch die „Alexis Nakota Sioux Nation“, First Nations vom Volk der Stoney, bewohnt werden.
| Municipal District of Greenview No. 16            | Woodlands County                            | Lac Ste. Anne County |
| Improvement District No. 25 (Willmore Wilderness) | Kompassrose, die auf Nachbargemeinden zeigt | Parkland County      |
| Improvement District No. 12 (Jasper)              | Clearwater County                           | Brazeau County       |

## Bevölkerung
| Jahr | Erhebung          | Einwohner | Änderung | Fläche (km²) | Bev.-dichte (EW/km²) |
| ---- | ----------------- | --------- | -------- | ------------ | -------------------- |
| 2016 | Volkszählung 2016 | 10.995    | + 5,0 %  | 22.293,16    | 0,5                  |
| 2011 | Volkszählung 2011 | 10.469    | + 4,2 %  | 22.296,26    | 0,5                  |

## Gemeinden und Ortschaften
Folgende Gemeinden liegen innerhalb der Grenzen des Verwaltungsbezirks:
- Stadt (City): keine
- Kleinstadt (Town): Edson, Hinton
- Dorf (Village): keine
- Weiler (Hamlet): Brule, Cadomin, Evansburg, Marlboro, Niton Junction, Peers, Robb, Wildwood

Außerdem bestehen noch weitere, noch kleinere Ansiedlungen und Einzelgehöfte.